# 양석조
양석조(梁碩祚, 1973년 ~ )은 대한민국의 서울동부지방검찰청장이다.

## 생애
1973년 제주도 서귀포시 출신이다. 오현고등학교와 한양대학교 법과대학을 졸업했다. 
1997년 제39회 사법시험에 합격하고 사법연수원을 29기로 수료하여 2003년 서울지방검찰청 동부지청에서 검사 생활을 시작했다. 
2011년 서울중앙지방검찰청 검사로서 이명박 대통령의 측근인 천신일 세중나모 회장을 알선수제 등 혐의로 구속했다. 국무총리실 민간인 불법사찰 사건 재수사팀에서 일하던 2012년에는 검찰이 이명박 정권의 눈치를 본다면서 사표를 던지기도 했다.
2016년 박근혜 정부의 국정농단 의혹 사건 특검팀에 파견되어 윤석열 수사팀장 지휘하에 실무를 담당했다. 2017년 윤석열이 서울중앙지검장으로 영전하면서 특수3부장으로 중용되었다.
대검찰청 반부패강력부 선임연구원으로 근무하던 2020년 1월에 조국 법무부 장관 무혐의를 주장하던 심재철 반부패·강력부장을 향해 항명했다. 이로 인해 추미애 법무부 장관으로부터 추태라고 비판 받고, 한 달 후 대전고등검찰청 검사로 좌천됐다. 
2022년 윤석열 정부에서 심재철의 후임으로 서울남부지방검찰청 검사장으로 임명되었다. 심재철 검사장 시절 서울남부지검은 라임자산운용 김봉현으로부터 로비를 받았다는 의혹을 받는 민주당 전·현직 의원들에 대한 수사를 지연시켜 왔다는 평가를 받았으나 한동훈 법무부 장관에 의해 금융증권범죄합동수사단이 설치되면서 수사가 진행될 것이라는 관측이 나왔다.

## 학력
- 오현고등학교 졸업
- 한양대학교 법학 학사

## 경력
- 1997년 제39회 사법시험 합격
- 제29기 사법연수원
- 공익법무관
- 서울지방검찰청 동부지청 검사
- 광주지방검찰청 순천지청 검사
- 일본 게이오대학 로스쿨 방문연구원
- 대검찰청 공판송무과 연구관
- 법무부 기획조정실 기획검사
- 2010.2 서울중앙지방검찰청 검사
- 금융위원회 파견검사
- 2013.2~2014.1 창원지방검찰청 부부장검사
- 2014.1~2015.2 대구지방검찰청 서부지청 부장검사
- 2015.2~2016.1 대검찰청 디지털수사과 과장
- 2016.1~2017.8 대검찰청 사이버수사과 과장
- 2017.8~2019.8 서울중앙지방검찰청 특수3부 부장검사
- 2019.8~2020.2 대검찰청 검찰연구관
- 2020.2~2021.7 대전고등검찰청 검사
- 2021.7~2022.5 대전고등검찰청 인권보호관
- 2021.7~2022.5 대전고등검찰청 차장검사 직무대리
- 2022.5~2023.9 서울남부지방검찰청 검사장
- 2023.9~2024.9 대검찰청 반부패부장
- 2024.9~2025.7 서울동부지방검찰청 검사장